# Nashville, Tennessee
Nashville là thủ phủ và thành phố đông dân nhất của tiểu bang Tennessee Hoa Kỳ. Thành phố này là quận lỵ của Quận Davidson và nằm trên sông Cumberland. Đây là thành phố đông dân thứ 23 của Hoa Kỳ.
Được đặt theo tên của Francis Nash, một vị tướng của Lục quân Lục địa trong Chiến tranh Cách mạng Hoa Kỳ, thành phố này được thành lập vào năm 1779. Thành phố phát triển nhanh chóng do vị trí chiến lược của nó như một cảng trên sông Cumberland và, vào thế kỷ 19, một trung tâm đường sắt. Nashville ly khai với Tennessee trong Nội chiến Hoa Kỳ; vào năm 1862, đây là thủ phủ nhà nước đầu tiên của Liên bang rơi vào tay quân đội Liên minh. Sau chiến tranh, thành phố đã khôi phục lại vị trí của mình và phát triển cơ sở sản xuất.
Kể từ năm 1963, Nashville đã có một chính quyền thành phố-quận hợp nhất, bao gồm sáu thành phố tự trị nhỏ hơn trong một hệ thống hai cấp. Thành phố được điều hành bởi một thị trưởng, một phó thị trưởng và một hội đồng đô thị gồm 40 thành viên; 35 thành viên được bầu từ các quận đơn thành viên, trong khi năm thành viên còn lại được bầu với số lượng lớn. Phản ánh vị trí của thành phố trong chính quyền tiểu bang, Nashville là nơi có trụ sở tòa án của Tòa án Tối cao Tennessee dành cho Middle Tennessee, một trong ba phân khu của tiểu bang.
Là trung tâm lớn của ngành công nghiệp âm nhạc, đặc biệt là nhạc đồng quê, Nashville thường được biết đến với cái tên "Thành phố âm nhạc". Đây cũng là nơi có nhiều trường cao đẳng và đại học, bao gồm Đại học Bang Tennessee, Đại học Vanderbilt, Đại học Belmont, Đại học Fisk, Đại học Trevecca Nazarene và Đại học Lipscomb, và đôi khi được gọi là " Athens của miền Nam" do số lượng lớn các cơ sở giáo dục. Nashville cũng là một trung tâm lớn về y tế, xuất bản, nhà tù tư nhân, ngân hàng, ô tô, và các ngành vận tải. Các thực thể có trụ sở chính tại thành phố bao gồm Asurion, Bridgestone Châu Mỹ, Captain D's, CoreCivic, Dollar General, Hospital Corporation of America, LifeWay Christian Resources, Logan's Roadhouse, và Ryman Hospitality Properties.

## Lịch sử
Nashville được thành James Robertson và một nhóm Wataugans thành lập năm 1779, và ban đầu được gọi là Fort Nashborough, theo tên của anh hùng Francis Nash của Chiến tranh Cách mạng Mỹ. Nashville đã nhanh chóng tăng trưởng do vị trí bậc nhất của nó, có cảng sông và sau đó là một trung tâm vận chuyển đường sắt. Năm 1806, Nashville đã được thành lập thành thành phố và trở thành hạt lỵ của hạt Davidson, Tennessee. Năm 1843, thành phố được chọn làm thủ phủ lâu dài của tiểu bang Tennessee.
Ngày nay, thành phố này là một phần tăng trưởng nhanh nhất của Upper South và lãnh thổ giữa Atlanta và Texas. Hiện đang có các kế hoạch xây các tháp cao dân cư và văn phòng cao tầng ở khu trung tâm, bao gồm Signature Tower. Nếu được xây, đây sẽ là tòa nhà cao nhất ở cả Nashville và Tennessee, vượt qua BellSouth Building, và cũng là tòa nhà cao nhất Hoa Kỳ bên ngoài New York và Chicago, vượt qua Bank of America Plaza ở Atlanta.

## Địa lý

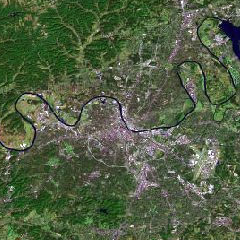
Hình ảnh thành phố Nashville nhìn từ vệ tinh

Nashville nằm ở bên sông Cumberland ở phần tây bắc của lưu vực Nashville. Địa hình của Nashville dao động từ 117 m (385 ft) trên mực nước biển tại sông Cumberland 354 m (1.160 ft) trên mực nước biển tại điểm cao nhất.
Theo Cục điều tra dân số Hoa Kỳ, thành phố có tổng diện tích 1.362,6 km² (526,1 mi²). 1.300,8 km² (502,3 mi²) là đất và 61,8 km² (23,9 mi²) là diện tích (4,53%) là diện tích mặt nước.

## Văn hoá
Nashville được xem là "Thủ phủ", nơi khởi điểm của dòng Nhạc đồng quê.

## Các thành phố kết nghĩa
Nashville có các thành phố kết nghĩa sau:
- Canada: Edmonton, Alberta (1990)[23]
- Pháp: Caen, Basse-Normandie
- Bulgaria: Pernik
- Đức: Magdeburg, Saxony-Anhalt
- Bản mẫu:Country data Anh quốc Anh quốc: Belfast, Bắc Ireland
- Cộng hòa Nhân dân Trung Hoa: Thái Nguyên, Sơn Tây

Thành phố này cũng đang xúc tiến việc thiết lập quan hệ kết nghĩa với:
- Italia: Arezzo, Tuscany; Verona, Veneto
- Thổ Nhĩ Kỳ: Diyarbakır
- Tây Ban Nha: Girona, Catalonia
- Argentina: Mendoza
- Hàn Quốc: Seogwipo, tỉnh Jeju